# Yair Nossovsky
Yair Nossovsky (29 de junho de 1937) é um ex-futebolista israelense. Jogava como goleiro.

## Carreira

### Clubes
Jogou praticamente toda sua carreira no Hapoel Kfar-Saba, entre 1955 e 1971, ano em que disputou sua única temporada fora da equipe, quando defendeu o Hapoel Be'er Sheva. Deixou os gramados em 1977, aos 39 anos.

### Seleção Israelense
Pela Seleção Israelense, foi o terceiro goleiro da equipe que jogou a Copa de 1970, a única já disputada pelo estado judeu até hoje. Nossovsky defendeu a seleção em apenas 2 jogos, entre 1965 e 1970.